# Mike MacDowel
Mike MacDowel (13. září 1932 Great Yarmouth, Norfolk – 18. leden 2016) byl britský automobilový závodník. Dvojnásobný Mistr Velké Británie v závodech do vrchu a účastník formule 1 v roce 1957.
Mike MacDowel se zúčastnil jediného závodu formule 1 a to Grand Prix Francie 1957, kde se střídal ve voze s Jackem Brabhamem. V závodě dojel na 7 místě, když startoval z 15. místa na startu.
MacDowel byl horlivý amatérský závodník, který se od roku 1968 vrhl na závody do vrchu. Upozornil na sebe v závodě Shesley Wash 1973, kde zvítězil s 28 s náskokem v závodě na 1000 yardů. MacDowel se s vozem Brabham-Repco BT36X, stal dvakrát (1973, 1974) britským šampiónem v závodech do vrchu. Se závodní činností se rozloučil krátce po svých 60 narozeninách v roce 1992.

## Výsledky ve formuli 1
| Legenda k tabulce | Legenda k tabulce                                                                       |
| Barva             | Výsledek                                                                                |
| ----------------- | --------------------------------------------------------------------------------------- |
| Zlatá             | Vítěz                                                                                   |
| Stříbrná          | 2. místo                                                                                |
| Bronzová          | 3. místo                                                                                |
| Zelená            | Bodované umístění                                                                       |
| Modrá             | Nebodované umístění                                                                     |
| Modrá             | Dokončil neklasifikován (NC)                                                            |
| Fialová           | Odstoupil (Ret)                                                                         |
| Červená           | Nekvalifikoval se (DNQ)                                                                 |
| Červená           | Nepředkvalifikoval se (DNPQ)                                                            |
| Černá             | Diskvalifikován (DSQ)                                                                   |
| Bílá              | Nestartoval (DNS)                                                                       |
| Bílá              | Závod zrušen (C)                                                                        |
| Světle modrá      | Pouze trénoval (PO)                                                                     |
| Světle modrá      | Páteční testovací jezdec (TD)                                                           |
| Bez barvy         | Netrénoval (DNP)                                                                        |
| Bez barvy         | Vyřazen (EX)                                                                            |
| Bez barvy         | Nepřijel (DNA)                                                                          |
| Bez barvy         | Odvolal účast (WD)                                                                      |
| Bez barvy         | Nezúčastnil se (prázdné)                                                                |
| Označení          | Význam                                                                                  |
| Tučnost           | Pole position                                                                           |
| Kurzíva           | Nejrychlejší kolo                                                                       |
| †                 | Jezdec nedojel do cíle, ale byl klasifikován, protože odjel více než 90 % délky závodu. |
| ‡                 | Byl udělován poloviční počet bodů, protože bylo odjeto méně než 75 % délky závodu.      |
| Horní index       | Umístění bodujících jezdců ve sprintu                                                   |

| Rok  | Tým                | Šasi       | Motor  | 1   | 2   | 3   | 4      | 5   | 6   | 7   | 8   | Umístění | Body |
| ---- | ------------------ | ---------- | ------ | --- | --- | --- | ------ | --- | --- | --- | --- | -------- | ---- |
| 1957 | Cooper Car Company | Cooper T43 | Climax | ARG | MON | 500 | FRA 7* | GBR | NĚM | PES | ITA | -        | 0    |

* Společně s Jack Brabhamem